# Прямое произведение графов

Декартово произведение графов.

Декартово произведение или прямое произведение  G {\displaystyle \square } H  графов G и H — это граф, такой, что 
- множество вершин графа G {\displaystyle \square } H — это прямое произведение V(G) × V(H)
- любые две вершины (u,u') и (v,v') смежны в G {\displaystyle \square } H тогда и только тогда, когда 
  - либо u=v и u'  смежна v'  в H
  - либо u' =v'  и u смежна v в G.

Декартово произведение может быть распознано эффективно за линейное время. Операция является коммутативной как операция на  классах изоморфизмов графов, и более строго, графы G {\displaystyle \square } H и H {\displaystyle \square } G естественно изоморфны, но операция не является коммутативной как операция на помеченных графах. Операция является также ассоциативной, так как графы (F {\displaystyle \square } G) {\displaystyle \square } H и F {\displaystyle \square } (G {\displaystyle \square } H) естественно изоморфны.
Обозначение G × H порой используется и для декартова произведения графов, но чаще оно используется для другой конструкции, известной как тензорное произведение графов. Символ квадратика чаще используется и является недвусмысленным для декартова произведения графов. Он показывает визуально четыре ребра, получающиеся в результате декартова произведения двух рёбер

## Примеры
- Декартово произведение двух рёбер является циклом с четырьмя вершинами: K2 {\displaystyle \square } K2=C4.
- Декартово произведение K2 и пути является лестницей.
- Декартово произведение двух путей является решёткой.
- Декартово произведение n рёбер является гиперкубом:

{\displaystyle (K_{2})^{\square n}=Q_{n}.}
Таким образом, декартово произведение двух графов гиперкубов является другим гиперкубом — Qi {\displaystyle \square } Qj=Qi+j.
- Декартово произведение двух медианных графов является другим медианным графом.
- Граф вершин и рёбер n-угольной призмы является декартовым произведением K2 {\displaystyle \square } Cn.
- Ладейный граф является декартовым произведением двух полных графов.

## Свойства
Если связный граф является декартовым произведением, его можно разложить единственным образом на произведение простых множителей, графов, которые нельзя разложить на произведение графов . Однако, Имрих и Клавжар описали несвязный граф, который можно представить двумя различными путями как декартово произведение простых графов:
(K1 + K2 + K22) {\displaystyle \square } (K1 + K23)=(K1 + K22 + K24) {\displaystyle \square } (K1 + K2),
где знак плюс означает несвязное объединение, а верхний индекс означает кратное декартово произведение.
Декартово произведение является вершинно-транзитивным графом тогда и только тогда, когда каждое из его множителей является вершинно-транзитивным.
Декартово произведение является двудольным тогда и только тогда, когда каждый из его множителей является двудольным. Более обще, хроматическое число декартова произведения удовлетворяет уравнению 
χ(G {\displaystyle \square } H)=max {χ(G), χ(H)}.
Гипотеза Хедетниеми утверждает связанное равенство для тензорного произведения графов. Число независимости декартовых произведений непросто вычислить, но, как показал Визинг, число независимости удовлетворяет неравенствам
α(G)α(H) + min{|V(G)|-α(G),|V(H)|-α(H)} ≤ α(G {\displaystyle \square } H) ≤ min{α(G) |V(H)|, α(H) |V(G)|}.
Гипотеза Визинга утверждает, что число доминирования декартова произведения удовлетворяет неравенству 
γ(G {\displaystyle \square } H) ≥ γ(G)γ(H).

## Алгебраическая теория графов
Алгебраическую теорию графов можно использовать для анализа декартова произведения графов.
Если граф {\displaystyle G_{1}} имеет {\displaystyle n_{1}} вершин и {\displaystyle n_{1}\times n_{1}} матрицу смежности {\displaystyle \mathbf {A} _{1}}, а граф {\displaystyle G_{2}} имеет {\displaystyle n_{2}} вершин и {\displaystyle n_{2}\times n_{2}} матрицу смежности {\displaystyle \mathbf {A} _{2}}, то матрица смежности декартова произведения двух графов задаётся формулой
{\displaystyle \mathbf {A} _{1\square 2}=\mathbf {A} _{1}\otimes \mathbf {E} _{n_{2}}+\mathbf {E} _{n_{1}}\otimes \mathbf {A} _{2}},
где {\displaystyle \otimes } означает произведение Кронекера матриц, а  {\displaystyle \mathbf {E} _{n}} означает {\displaystyle n\times n} единичную матрицу.

## История
Согласно Имриху и Клавжару декартовы произведения графов определили в 1912 Уайтхед и Рассел.  Произведение графов неоднократно переоткрывалось позже, в частности, Гертом Сабидусси.